# Gisela Tantau
Gisela Tantau (née le 1er mars 1933 à Hambourg) est une actrice allemande.

## Biographie
Après une formation de danse classique et à l'école d'art provinciale, Gisela Tantau prend des cours de théâtre. Elle a d'abord des rôles dans des théâtres à Hambourg. En 1955, elle joue dans Die Marquise von Arcis de Carl Sternheim sous la direction de Helmuth Gmelin au Theater im Zimmer. En 1956, elle vient au théâtre de Gelsenkirchen. En 1959, elle a un engagement à la Comédie de Bâle. Elle est invitée de 1960 à 1961 au théâtre de Lübeck et de 1961 à 1962 au Theater am Hechtplatz de Zurich.
En 1947, Helmut Käutner amène Gisela Tantau au cinéma dans son film à sketches In jenen Tagen.

## Filmographie

### Cinéma
- 1947 : In jenen Tagen (de) d'Helmut Käutner
- 1951 : Professor Nachtfalter (de) Rolf Meyer (de)
- 1955 : Unternehmen Schlafsack (de)
- 1956 : Nacht der Entscheidung
- 1956 : Ich und meine Schwiegersöhne (de)
- 1960 : Jeunes Gens mécontents (Die zornigen jungen Männer) de Wolf Rilla
- 1960 : Fabrique d'officiers S.S. (de)

### Télévision
- 1961 : Ein Außenseiter
- 1961 :Onkel Harry
- 1963 : Alle meine Tiere (série télévisée) – Der Urlaub
- 1972 : Tatort: Münchner Kindl (de) (série télévisée)
- 1975 : Comenius
- 1978 : Tatort: Rechnung mit einer Unbekannten (série télévisée)
- 1980 : Die seltsamen Methoden des Franz Josef Wanninger: Die Ballonfahrt (série télévisée)